# We Made It

We Made It är den andra singeln som gjordes för Busta Rhymes's åttonde album Blessed, tillsammans med gästbandet Linkin Park. Låten är producerad av Cool & Dre, med hjälp från Mike Shinoda, Linkin Park's gitarrist Brad Delson och med extra ljudeffekter skapade av Timbaland. Låten släpptes den 29 april 2008. Låten debuterade på Billboard Hot 100 på plats #65. Låten användes av TNT för ledmotivet för deras avtäckning för ”2008 NBA Western Conference Finals”.

## Musikvideo
Musikvideon visades för första gången på BET, tisdagen den 29 april 2008, då den visades hela dagen. Videon premiärvisades för endast ett dygn på Yahoo! Music den 29 april. Samma dag, skickades We Made It till radiostationer runt om i världen. Chris Robinson regisserade videon.

### Not
1. ↑  Chart Listing For The Week Of May 17 2008